# Nuremberg
Nuremberg è un census-designated place (CDP) degli Stati Uniti d'America situato nello stato della Pennsylvania, diviso tra la contea di Luzerne e la contea di Schuylkill.